# 9. Kavallerie-Division (Deutsches Kaiserreich)
Die 9. Kavallerie-Division war ein Großverband der Preußischen Armee im Ersten Weltkrieg.

## Gliederung
- 13. Kavallerie-Brigade
  - Kürassier-Regiment „von Driesen“ (Westfälisches) Nr. 4
  - Husaren-Regiment „Kaiser Nikolaus II. von Russland“ (1. Westfälisches) Nr. 8
- 14. Kavallerie-Brigade
  - 2. Westfälisches Husaren-Regiment Nr. 11
  - Westfälisches Ulanen-Regiment Nr. 5
- 19. Kavallerie-Brigade[1]
  - Schleswig-Holsteinisches Dragoner-Regiment Nr. 13
  - Oldenburgisches Dragoner-Regiment Nr. 19
- Reitende Abteilung des Feldartillerie-Regiments „von Scharnhorst“ (1. Hannoversches) Nr. 10
- MG-Abteilung Nr. 7
- Pionier-Abteilung

## Geschichte
Die Division wurde im Rahmen der Mobilmachung zu Beginn des Ersten Weltkriegs gebildet, zunächst an der West- und ab Mitte November 1914 an der Ostfront eingesetzt. Dort wurde sie am 3. März 1918 aufgelöst.

### Gefechtskalender

#### 1914
- 08. bis 22. August – Verschleierungskämpfe vor der Front der 1. und der 2. Armee in Belgien
- 23. bis 24. August – Schlacht bei Mons
- 25. bis 27. August – Schlacht bei Solesmes und Le Cateau
- 31. August – Vorstoß auf Choisy-au-Bac und Compiègne
- 01. September – Gefecht bei Villers-Cotterêts
- 02. September – Gefecht bei Senlis
- 03. bis 4. September – Gefecht bei Crépy-en-Valois
- 05. bis 9. September – Schlacht am Ourcq
- 12. bis 17. September – Kämpfe an der Aisne
- 23. bis 29. September – Schlacht an der Somme
- 30. September bis 1. Oktober – Gefecht bei Douai
- 01. bis 13. Oktober – Schlacht bei Arras
- 13. Oktober bis 4. November – Stellungskämpfe in Flandern und Artois
  - 15. bis 28. Oktober – Schlacht bei Lille
  - 30. Oktober bis 4. November – Schlacht bei Ypern
- 05. bis 9. November – Transport nach dem Osten
- 14. bis 15. November – Schlacht bei Kutno
- 16. November bis 15. Dezember – Schlacht bei Łódź
  - 30. November bis 17. Dezember – Schlacht bei Lowicz-Sanniki
- ab 18. Dezember – Schlacht an der Rawka-Bzura

#### 1915
- bis 16. Juli – Schlacht an der Rawka-Bzura
- 17. Juli bis 5. August – Kämpfe um Warschau
- 08. bis 18. August – Verfolgungskämpfe zwischen Weichsel und Bug
- 19. bis 25. August – Schlacht bei Bielsk
- 26. August – Verfolgungskämpfe am Swislocz und an der Naumka-Werecia
- 01. bis 8. September – Njemen-Schlacht
- 09. September bis 2. Oktober – Schlacht bei Wilna
- ab 3. Oktober – Stellungskämpfe zwischen Krewo-Smorgon-Narotschsee-Tweretsch

#### 1916
- bis 12. Juni – Stellungskämpfe zwischen Krewo-Smorgon-Narotschsee-Tweretsch
- 15. Juni bis 15. Juli – Kämpfe am Styr und Stochod
- ab 19. Juli bis 1. Dezember – Stellungskämpfe in den Pripet-Sümpfen

#### 1917
- bis 1. Dezember – Stellungskämpfe in den Pripet-Sümpfen
- 02. bis 17. Dezember – Waffenruhe
- ab 17. Dezember – Waffenstillstand

#### 1918
- bis 18. Februar – Waffenstillstand
- 03. März – Auflösung der Division

## Kommandeure
| Dienstgrad   | Name                   | Datum                              |
| ------------ | ---------------------- | ---------------------------------- |
| Generalmajor | Karl-Ulrich von Bülow  | 01. bis 7. August 1914             |
| Generalmajor | Eberhard von Schmettow | 07. August 1914 bis 11. Juni 1915  |
| Generalmajor | Albert von Mutius      | 09. September bis 10. Oktober 1916 |
| Generalmajor | Udo von Selchow        | 11. Oktober 1916 bis 3. März 1919  |